# حاجز بولي مستقيمي
الحاجز المستقيمي البولي هو انثناء للمجرى البولي. ويقسمه إلى جزء ظهري (الأمعاء الخلفية) وجزء بطني (الجيب البولي التناسلي). يتسلل من الجمجمة إلى الذيل، ويتكون من فتحة المجمع الباطني، ويندمج مع غشاء فتحة المجمع. التشوهات يمكن أن تسبب الناسور.

## بناء
الحاجز المستقيمي البولي هو بنية جنينية تتكون من انثناء فتحة الشرج. يقسم الحاجز المستقيمي البولي فتحة الشرج إلى قسمين:
- الجزء الظهري، الذي يشكل جزءًا من الأمعاء الخلفية، التي تشكل المستقيم والشرج.[2]
- الجزء البطني، الذي يشكل الجيب البولي التناسلي، والذي يشكل الجيب البولي، والذي يصبح المثانة البولية.[2]

يصبح الحاجز البولي المستقيمي جزءًا من الجسم العجاني، مما يساعد في تكوين العجان.

### تطوير
يتطور الحاجز البولي المستقيمي من الجمجمة إلى الذيل، وهو مسطح في المستوى التاجي. يتكون من الطبقة الداخلية، وهي نفس الطبقة الجرثومية التي يتكون منها المجمع. يندمج مع الغشاء الشرجي.

## الأهمية السريرية

### تشوه الحاجز البولي المستقيمي
يمكن أن يؤدي تشوه الحاجز البولي المستقيمي إلى عدة أنواع مختلفة من الناسور.

#### تصنيف
عند النساء، من الممكن وجود خمسة أنواع مختلفة من الناسور على الأقل. تتضمن كل هذه الحالات اندماج الجيب البولي التناسلي مع نهاية الأمعاء الخلفية، مما يؤدي إلى انتهاء المستقيم في المهبل. قد يكون هذا مرتبطًا بالرحم في الوضع الطبيعي، خلف الأمعاء الخلفية، أو ذو القرنين.
عند الرجال، من الممكن وجود ثلاثة أنواع مختلفة على الأقل من الناسور. قد يدخل الجزء الخلفي من الأمعاء ويحافظ على الجيب البولي التناسلي بعد الولادة.  قد يحل الأمعاء الخلفية محل الجيب البولي التناسلي بشكل كامل، وفي هذه الحالة قد يحل أيضًا محل المثانة ويتسبب في تصريف الحالبين إليها.

#### التكهن
يرتبط تشوه الحاجز البولي المستقيمي بعدد من العيوب الخلقية الأخرى، بما في ذلك السنسنة المشقوقة، والصمم، ونقص تنسج العجز، وعيوب الحاجز الأذيني، وعيوب الحاجز البطيني، ورباعية فالو، واضطرابات الجهاز العضلي الهيكلي في الأطراف. وبسبب هذه الارتباطات بشكل رئيسي، قد لا يبقى على قيد الحياة ما يصل إلى 20% من الأطفال الذين يولدون بتشوهات الحاجز المستقيمي البولي على المدى الطويل. النتائج من الجراحة التصحيحية لناسور الحاجز المستقيمي جيدة جدًا.

## روابط خارجية
- تقسيم المجمع نسخة محفوظة 24 يوليو 2021 على موقع واي باك مشين.
- أجزاء الجهاز الهضمي
- http://cancerweb.ncl.ac.uk/cgi-bin/omd?urorectal+septum نسخة محفوظة 2008-12-01 على موقع واي باك مشين.
- http://isc.temple.edu/marino/embryology/parch98/parch_text.htm نسخة محفوظة 2007-09-09 على موقع واي باك مشين.
- http://www.med.mun.ca/anatomyts/renal/akid5.htm نسخة محفوظة 2007-11-14 على موقع واي باك مشين.
- http://isc.temple.edu/marino/embryology/parch98/parch_text.htm نسخة محفوظة 2007-09-09 على موقع واي باك مشين.